# Csák Ugrin (esztergomi érsek)
Csák Ugrin, Guilelmus vagy Ugron († 1204. augusztus 20. előtt) magyar katolikus főpap.

## Élete
A Csák nemzetség Győr vármegyei, kisfaludi ágából származott. 1175 és 1176 között választott zágrábi megyéspüspök volt, III. Béla magyar király 1188-ban győri megyéspüspökké nevezte ki. Kortársai közül a legjobb katonapap volt. 1189-ben Géza herceggel és 2000 katonával csatlakozott Barbarossa Frigyes keresztes hadához, és csak a király hívására tért vissza Nišből. 1204-től választott, de meg nem erősített esztergomi érsek.
Jelentősen kibővítette a Csákok Vértes melletti nemzetségi monostorát, a vértesszentkereszti apátságot. Talán a fia lehetett az 1146-ban a monostorral együtt említett Ugrin ispánnak. Csák Ugrin halála után több települést között Mihályit öccsére, Csák Miklósra (fl. 1239) hagyományozta; ő akkor Pozsony vármegye alispánja volt. Csák Miklós alispán halála után az ő gyermekei, azaz Csák Ugrin unokaöccsei Csák Izsák (fl. 1231–1240), Csák Lőrinc (fl. 1231–1278), illetve Csák János (fl. 1237–1278) örökölték a birtokállományt.